# Art nouveau en France

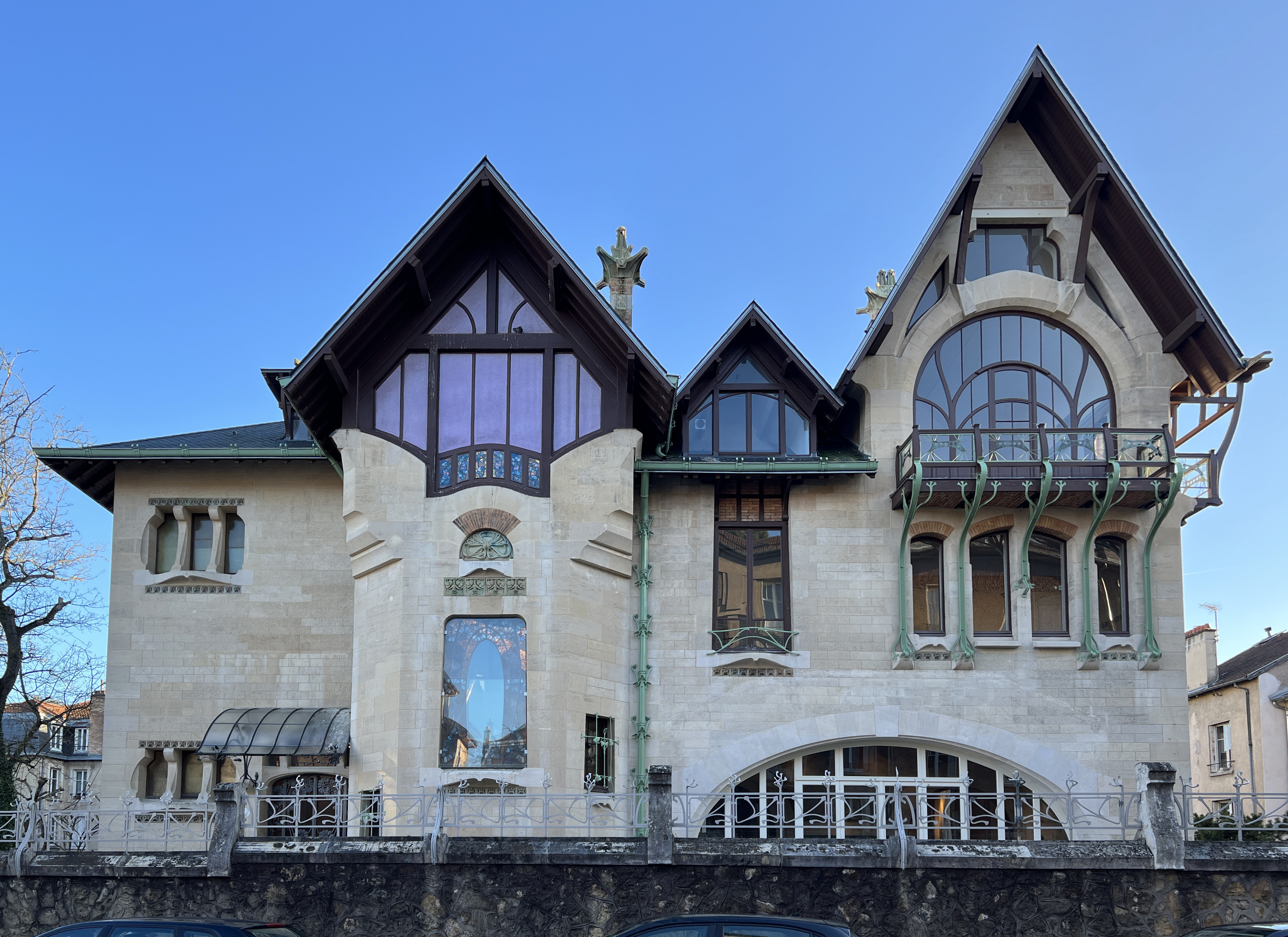
Nancy (ici la Villa Majorelle) est une ville emblématique de l'Art nouveau en France.

L'Art nouveau en France est un mouvement artistique, branche du mouvement européen et américain de l'Art nouveau. Si ce dernier est né en Écosse, il s'est beaucoup développé en France à Paris, mais surtout à Nancy, à partir de la fin de la guerre de 1870 et jusqu'au début de la Première Guerre mondiale avec un point culminant au tournant du siècle, avec l'Exposition universelle de 1900 et la création de l'association École de Nancy en 1901. Paris et Nancy sont d'ailleurs les deux seules villes françaises membres du réseau de la Route européenne de l'Art nouveau.

## Esthétique du mouvement
L'Art nouveau a touché tous les aspects de la vie quotidienne, depuis l'architecture, jusqu'à l'ameublement et la décoration publique ou privée par l'implication d'une multitude de domaines artisanaux. Elle a alors une forte parenté avec le cinéma, qui est alors un art neuf, et contemporain, et qui se révèle au moment de l'Exposition universelle de Paris. L'art nouveau était alors présent dans beaucoup des pavillons de l'exposition, comptant ainsi pour un art déjà établi. La même année, la danseuse Loïe Fuller fait une nouvelle apparition à Paris et ses danses serpentines ont alors une influence considérable sur l'Art nouveau, ce qui se remarque par la grande quantité d'illustrations et de sculptures la représentant. Si le mouvement Art nouveau est très vaste et diversifié, ils ont cependant une caractéristique commune : les œuvres ne sont jamais statiques mais toujours en mouvement. Il y a cependant une difficulté à réunir sous le titre d'Art nouveau des œuvres picturales très différentes comme le sont celles d'Henri de Toulouse-Lautrec, Gustav Klimt ou Edvard Munch.
L'esthétique changeante et mouvante de l'Art nouveau, notamment en France, est aussi due à la dissonance entre l'art et la technique, qui avait commencé dans le xixe siècle et qui atteint un paroxysme au début des années 1900. Cette situation explosive a été mise d'autant plus en exergue que l'Art nouveau n'a pas eu le temps de maturer et a été directement mis au contact du public, se rendant donc dépendant à son approbation. Ainsi, pendant tout le xixe siècle, la technique s'était développée et améliorée jusqu'à atteindre des niveaux alors inégalés et obtenant la reconnaissance du public, mais se voyant refuser la notion d'esthétique. L'art recouvrait alors la technique comme souvent, pour ne pas laisser l'objet, qu'il soit mobilier ou monumental, sans décor. Ainsi, à la fin de ce siècle et au début du xxe siècle, les bâtiments apparaissent alors de moins en moins décorés, et l'on voit apparaître de plus en plus une sobriété formelle. Cela se remarque notamment lors des Expositions universelles de Paris, en 1867, 1878, 1889 et 1900, où les pavillons se retrouvent bien moins chargés en décor qu'auparavant. Paradoxalement, la décoration est rendue bien moins coûteuse, du fait de l'innovation technologique. L'opposition entre l'industrialisation et la manufacture artisanale dura pendant tout le xixe siècle mais c'est petit à petit le parti de l'industrialisation qui gagna, réduisant la part des produits manufacturés aux produits de luxe.
Petit à petit, la forme gagne toutes les parties de l'objet, le design de ce dernier devant avant tout servir la fonction. Cette fonctionnalité, cette practicité de l'objet se retrouve autant dans le mobilier, chez Eugène Gaillard et ses meubles, que dans l'immobilier, chez Hector Guimard et ses bouches de métro. La fonctionnalité de l'objet est une partie intégrante du courant art nouveau et se retrouve dans les œuvres de nombreux artistes de cette période, tant en France qu'en Espagne, en Allemagne ou au Royaume-Uni.

### Secteurs influencés par l'Art nouveau
Plusieurs domaines ont été touchés par l'esthétique propre à l'Art nouveau :
- la verrerie, les célèbres frères Daum, Émile Gallé, Jacques Grüber, et d'autres artistes moins renommés mais précurseurs du mouvement tels Eugène Rousseau ou encore Alphonse-Georges Reyen.
- la céramique, avec Pierre-Adrien Dalpayrat qui est excentré par rapport à l'axe Paris-Nancy.
- l'ameublement avec Louis Majorelle.
- l'architecture avec les bouches de métro et quelques immeubles à Paris d'Hector Guimard. La villa Majorelle conçue par Henri Sauvage en collaboration avec de nombreux artistes de l'école de Nancy ou encore Émile André et Lucien Weissenburger pour de nombreux hôtels particuliers…

Dans d'autres domaines également tels que la ferronnerie ou la menuiserie, l'Art nouveau a massivement utilisé les « nouvelles technologies » de l'époque.

## Une décentralisation de l'art
Dans le courant art nouveau, autant en France que dans les autres pays, on remarque une présence quasi totale des provinces vis-à-vis des capitales. Ainsi, en France, ce sont des villes comme Nancy, Strasbourg ou Bordeaux, et dans la francophonie, Bruxelles, bien qu'elle ait alors le statut de capitale du royaume de Belgique. Cependant, si en France, la ville de Paris a tout de même eu une importance dans le mouvement Art nouveau, ce n'est absolument pas le cas des capitales du Royaume-Uni et d'Espagne, puisque Londres et Madrid ne connurent presque pas ce mouvement.

## Localisation
Si Nancy et Paris concentrent à elles-deux la majorité de l'Art nouveau architectural en France, de nombreuses villes abritent plusieurs réalisations de cette époque et de ce style (cf notamment le Château Laurens à Agde).

### Nancy
L'Art nouveau s'est fortement développé à Nancy, notamment par le biais de l'École de Nancy, fondée par Émile Gallé, Louis Majorelle, Antonin Daum et Eugène Vallin. Il prend ses sources notamment dans l'arrivée massive d'expatriés lorrains à Nancy, ainsi que dans l'explosion démographique et industrielle qui a lieu vers la fin du xixe siècle.

### Bordeaux
Quelques architectes comme Pierre Ferret ont apporté ce mouvement dans la ville girondine. Même s'il est assez peu présent à Bordeaux, quelques bâtiments sont à noter parmi lesquels, :
- l'hôtel Frugès, Place des Martyrs-de-la-Résistance
- le Café du Levant, quartier gare Saint-Jean
- l'hôtel Ferret
- l'hôtel Schwabe
- le Grand Bar Castan (sur les quais)
- Place Amédée-Larrieu (salle Amédée-Larrieu avec son décor en fer forgé)[13],[14].

### Reims
Bien que Reims soit surtout reconnue pour son architecture Art déco, elle abrite quelques exemples remarquables de l'Art nouveau en France :
- la Villa Demoiselle construite de 1904 à 1908 par Louis Sorel
- le Cellier Jacquart construit en 1898, célèbre pour sa mosaïque qui illustre les différentes étapes de l'élaboration du champagne
- le Grand Café, Place d'Erlon.